# Folioceros dixitianus
Folioceros dixitianus är en skidmossaart som först beskrevs av Mahab., och fick sitt nu gällande namn av D.C.Bharadwaj. Folioceros dixitianus ingår i släktet Folioceros och familjen skidmossor. Inga underarter finns listade i Catalogue of Life.